# Mrkovica
Mrkovica je naselje u gradu Leskovcu, Jablanički upravni okrug, Srbija. Prema popisu iz 2022. godine u Mrkovici je živio 1 stanovnik.